# Emmy Noether
Emmy Noether (alemany: Amalie Emmy Noether)  (Erlangen, 23 de març de 1882 - Bryn Mawr, 14 d'abril de 1935) fou una matemàtica alemanya, d'ascendència jueva, especialista en la teoria d'invariants i coneguda per les seves contribucions a la física teòrica i l'àlgebra abstracta. Personalitats com ara David Hilbert o Albert Einstein la consideraren la dona més important de la història de les matemàtiques. A les matemàtiques, va revolucionar la teoria d'anells, la teoria de cossos i la de K-àlgebres; a la física, el teorema de Noether explica la connexió fonamental entre la simetria i les lleis de conservació. Amb tot, mai no va arribar a ser reconeguda a la universitat pel fet de ser dona.

## Pinzellada biogràfica
Filla del matemàtic Max Noether, va estudiar llengües i després de matemàtiques a Erlangen i a Göttingen. Les dones no hi eren admeses com a estudiants i, per tant, s'inscriu com a oient. Malgrat tot, el desembre del 1907 defensa amb molt d'èxit la seva tesi sobre invariants, sota la direcció de Paul Gordan. A partir d'aquest moment la seva reputació com a excel·lent matemàtica augmenta de forma contínua.
Gràcies al suport de David Hilbert, va ensenyar a Göttingen de manera oficiosa com que a Prússia el professorat estava reservat als homes fins al 1920. El 8 de maig de 1919, rep finalment un permís de docència i és nomenada professora sense càtedra i sense salari l'abril de 1922. Viu essencialment sobre rendes d'una petita herència, i després gràcies a un altre contracte de professora.
Per ser de família jueva, és obligada a retirar-se el 1933, malgrat el suport dels seus alumnes. Llavors es refugia als Estats Units, on fa classes al prestigiós Institut d'Estudis Avançats de Princeton. Paral·lelament, ocupa un lloc de professora al Women's College de Bryn Mawr. Mor dos anys més tard a causa de les complicacions d'una operació abdominal.

## Context matemàtic històric
Al llarg del segle xix fins a la mort de Noether el 1935, el camp de l'àlgebra va viure una profunda revolució. Els matemàtics dels segles anteriors treballaven amb mètodes pràctics per resoldre tipus específics d'equacions, així com amb problemes relacionats amb la construcció de polígons regulars amb regle i compàs. El 1829, Carl Friedrich Gauss va demostrar que nombres primers com el cinc podien ser factoritzats per enters de Gauss; el 1832 s'introdueix el concepte de grup per Évariste Galois, i el descobriment dels quaternions el 1843 per William Rowan Hamilton. Les matemàtiques anaven determinant les propietats de sistemes cada cop més abstractes definits per les regles cada cop més universals. La contribució de Noether a les matemàtiques vingueren pel desenvolupament del camp de l'àlgebra abstracta.

## Biografia detallada

### Família i infància
Amalie Emmy Noether va néixer el 23 de març de 1882 a la ciutat bavaresa d'Erlangen. Filla del matemàtic Max Noether, que feia classes en la Universitat d'Erlangen-Nuremberg, i d'Ida Amalia Kaufmann, la filla d'un pròsper mercader. Era la filla gran de quatre.
Durant la seva infància va destacar per la capacitat de resolució de problemes de lògica i per una personalitat simpàtica. Destacava en francès i anglès, va rebre classes de piano i, com dictava l'època, li van ensenyar a cuinar i a netejar.

### Universitat d'Erlangen, Baviera
La primavera del 1900 decideix entrar a la Facultat de matemàtiques a la Universitat d'Erlangen-Nuremberg, a Baviera, on ensenyava el seu pare. Malgrat els obstacles del sexisme de l'època, el 14 de juliol de 1903 aprovà l'examen de fi de carrera del Realgymnasium (institució secundària) de Nuremberg. Durant el semestre d'hivern del 1903-1904, estudià a la Universitat de Göttingen, assistint a lliçons impartides per l'astrònom Karl Schwarzschild i els matemàtics Hermann Minkowski, Otto Blumenthal, Felix Klein i David Hilbert.
El 24 d'octubre del 1904 va tornar a Erlangen i decideix que es centrarà exclusivament en les matemàtiques. Sota la supervisió de Paul Gordan, el 1907 va publicar la tesi Über die Bildung des Formensystems der ternären biquadratischen Form ('Sobre la construcció dels sistemes fonamentals formals de les formes ternàries biquadràtiques'). Tot i ser ben acollida, Noether descriví posteriorment la seva tesi com a «una merda».
Durant els següents set anys (1908-1915) va impartir classes a l'Institut matemàtic de la Universitat d'Erlangen sense rebre un sou, substituint ocasionalment el seu pare quan es trobava malalt. El 1910 i 1911, publicà una ampliació de la seva tesi doctoral generalitzant el cas de 3 variables a n variables.
Gordan es jubilà la primavera del 1910, però continuà ensenyant ocasionalment amb el seu successor, Erhard Schmidt, que poc després ocuparia una plaça a Breslau. Gordan abandonà l'ensenyament el 1911 amb l'arribada del seu segon successor, Ernst Fischer. Gordan mor el desembre de 1912.
Noether i Fischer compartiren amb entusiasme el plaer per les matemàtiques i sovint parlaven sobre les seves classes molt després que aquestes haguessin acabat. Noether va continuar enviant postals a Fischer i intercanviant impressions sobre pensaments matemàtics.
Segons Hermann Weyl, Fischer va influir molt en Noether, en particular per introduir-la en l'obra de David Hilbert. De 1913 a 1916, Noether publicà diversos articles ampliant i aplicant la metodologia de Hilbert a objectes matemàtics com els cossos de funcions racionals i la teoria dels invariants de grups finits. Aquesta fase marcà el començament del seu compromís amb l'àlgebra abstracta, el camp de les matemàtiques en el qual efectuà contribucions fonamentals.

### Universitat de Göttingen i obra fonamental de Noether
En la primavera de 1915, Noether fou convidada a tornar a la Universitat de Göttingen per David Hilbert i Felix Klein. Durant els primers anys com a professora a Göttingen, no va obtenir una plaça oficial i no rebia cap retribució. La família li pagava l'allotjament i manutenció, sufragant d'aquesta manera la seva dedicació acadèmica. Sovint, les seves classes s'anunciaven amb el nom de Hilbert, i tenia la consideració d'ajudant.
No obstant això, poc després d'arribar a Göttingen, va mostrar una capacitat provant el teorema que avui dia porta el seu nom (el teorema de Noether), i que mostra que tota llei de conservació en un sistema físic prové d'alguna simetria diferenciable. Els físics americans Leon M. Lederman i Christopher T. Hill diuen en el llibre Symmetry and the Beautiful Universe que el teorema de Noether és «certament un dels més importants teoremes matemàtics mai provats, que guiaren el desenvolupament de la física moderna, possiblement al mateix nivell que el teorema de Pitàgores».
El departament de matemàtiques de la Universitat de Göttingen permeté que Noether comencés el procés de la seva habilitació (cap a la posició de professora) el 1919, quatre anys després que hagués començat a donar classes a la seva facultat.
Tres anys després, rebé una carta del Ministeri de Ciència, Art i Educació Pública de Prússia en què se li conferia el títol de nicht beamteter ausserordentlicher Professorin (professora no funcionària externa, és a dir, amb drets i funcions administratives limitades). Aquest càrrec era un professorat extraordinari sense paga, no corresponent al professorat ordinari, que comportaria la condició de funcionària pública. Tot i que es reconeixia la importància del seu treball, el càrrec encara no comportava la percepció d'un salari. Noether no va ser retribuïda per les seves classes fins que fou designada per al càrrec especial de Lehrauftrag für Algebra (catedràtica d'àlgebra) un any després.
L'obra fonamental per a l'àlgebra de Noether començà el 1920. Amb la col·laboració de W. Schmeidler, publicà un article sobre la teoria d'ideals en la qual definí els ideals per l'esquerra i per la dreta en un anell. L'any següent publicà un article que es convertí en una obra fonamental en la teoria d'anells, titulat Idealtheorie in Ringbereichen, en què analitzava la condició de la cadena ascendent respecte als ideals. El notable algebrista canadenc, Irving Kaplansky, qualificà el seu treball de revolucionari, i la seva publicació donà lloc al terme "anell noetherià". També altres objectes matemàtics foren reanomenats com a "noetherians".
A Göttingen, Noether supervisà més d'una dotzena de doctorands. El primer fou Grete Hermann, que defensà la seva tesi el febrer de 1925. També dirigí la tesi de Max Deuring, que es distingí com a estudiant de grau i continuà contribuint significativament en el camp de l'àlgebra aritmètica. Hans Fitting, a qui se'l coneix pel teorema de Fitting i el lema de Fitting. Zeng Jiongzhi, que provà el teorema de Tsen. També treballà estretament amb Wolfgang Krull, que va fer avançar enormement l'àlgebra commutativa amb el seu Hauptidealsatz (teorema de l'ideal principal) i amb la seva teoria de la dimensió en l'àlgebra commutativa, per anells commutatius.

### Universitat Estatal de Moscou, Unió Soviètica
L'hivern de 1928-29, Noether acceptà una invitació de la Universitat Estatal de Moscou, a la Unió Soviètica, on continuà treballant amb Pavel Alexàndrov. A més de continuar amb les seves investigacions, impartí classes d'àlgebra abstracta i geometria algebraica. Treballà amb els topòlegs Lev Pontriàgin i Nikolai Txebotariov, que més tard lloarien la seva contribució al desenvolupament de la teoria de Galois.
Tot i que la política no fou central en la seva vida, Noether prengué un cert interès en assumptes polítics i, segons Alexàndrov, mostrà un considerable suport a la Revolució russa de 1917. Noether se sentia especialment feliç de veure els avenços soviètics en els camps de la ciència i les matemàtiques, que considerava indicatius de les noves oportunitats que brindava el projecte bolxevic. Aquesta actitud li comportà problemes a Alemanya, culminant en el seu desallotjament de la pensió on vivia a causa de les protestes dels líders estudiantils, que es queixaven de viure amb una jueva marxista.

### Premi Ackermann-Teubner i Congrés Internacional de Matemàtics
El 1932, Emmy Noether i Emil Artin reberen el Premi Ackermann–Teubner Memorial per la seva contribució a les matemàtiques. El premi va ser vist com un reconeixement oficial pels seus considerables treballs en el camp. Això no obstant, els seus col·legues expressaren frustració pel fet de no ser admesa a l'Acadèmia de Ciències de Göttingen i no ser promoguda mai al càrrec d'Ordentlicher Professor (catedràtica).
Noether visità Zúric el setembre del 1932 per dirigir-se al plenari del Congrés Internacional de Matemàtics. Allí pronuncià un discurs sobre Hyperkomplexe Systeme und ihre Beziehungen zur kommutativen Algebra und zur Zahlentheorie ('Sistemes hipercomplexos i les seves relacions amb l'àlgebra commutativa i la teoria de nombres'). Al congrés assistiren vuit-centes persones, entre les quals els col·legues de Noether: Hermann Weyl, Edmund Landau, i Wolfgang Krull. El congrés de 1932 es descriu a vegades com el punt àlgid de la seva carrera.

### Expulsió de la Universitat de Göttingen
Quan Adolf Hitler es convertí en Reichskanzler el gener de 1933, l'activisme nazi en el país s'incrementà dramàticament. A la Universitat de Göttingen, l'Associació d'Estudiants d'Alemanya encapçalà un atac contra el que ells consideraven "l'esperit antialemany dels jueus", amb l'ajuda d'un Privatdozent (un tipus de professor sense càtedra o sou) anomenat Werner Weber, antic alumne d'Emmy Noether. Les actituds antisemites crearen un clima hostil per als professors jueus. Una de les primeres accions del govern de Hitler fou la Llei per la Restauració del Servei Civil Professional que acabà amb el lloc de treball de funcionaris jueus o "políticament sospitosos".
Quan dotzenes de professors es quedaren en l'atur i començaren a cercar una plaça de docent fora d'Alemanya, els seus col·legues dels Estats Units els buscaren assistència i oportunitats laborals. Albert Einstein i Hermann Weyl foren escollits per l'Institut d'Estudis Avançats de Princeton, mentre que d'altres cercaven el patrocinador que es precisava per als tràmits d'immigració. Noether fou contactada per representants de dues institucions d'ensenyament superior, el Bryn Mawr College, institució d'ensenyament superior per a dones de Pennsilvània, als Estats Units i la Universitat d'Òxford (Somerville College), a Anglaterra.

### Universitat de Bryn Mawr als Estats Units
Al Bryn Mawr, Noether travà amistat amb Anna Wheeler, que havia estudiat a Göttingen just abans que Noether hi arribés. Una altra font de suport al College fou la presidenta del Bryn Mawr, Marion Edwards Park, que convidà amb entusiasme els matemàtics locals perquè «observessin la doctora Noether en acció». Noether i un petit grup d'estudiants treballaren ràpidament en el llibre de 1930 de Bartel van der Waerden, Àlgebra moderna I i parts de la Theorie der algebraischen Zahlen ('Teoria de nombres algebraics', 1908), d'Erich Hecke.
El 1934, Noether començà a fer classes en l'Institut d'Estudis Avançats de Princeton per invitació d'Abraham Flexner i Oswald Veblen. També treballà amb Abraham Albert i Harry Vandiver. El seu temps als Estats Units fou plaent, envoltada com ho estava de col·legues que la ven, i absorbida en els seus temes preferits. L'estiu del 1934, tornà per una breu estada a Alemanya per trobar-se amb Emil Artin i el seu germà Fritz Noether abans que aquest es dirigís a la Universitat de Tomsk, a la Unió Soviètica. Tot i que molts dels seus anteriors col·legues havien sigut obligats a abandonar la universitat, pogué usar la biblioteca com a investigadora convidada estrangera.

### Mort
L'abril de 1935, els metges li descobriren un tumor pelvià. Preocupats per les possibles complicacions de la cirurgia, li ordenaren dos dies de repòs en llit abans de procedir a la intervenció. Durant aquesta descobriren un tumor ovàric de la mida d'un meló. Dos tumors uterins més petits que semblaven ser benignes no foren extirpats per evitar que es prolongués l'operació. Durant tres dies semblà que la convalescència seguia un curs normal, i es recobrà ràpidament d'un col·lapse circulatori que es produí el quart dia. El 14 d'abril, però, perdé la consciència, la seva temperatura s'elevà a 42,5 °C i finalment morí.
Uns dies després de la mort de Noether, els seus amics i companys de Bryan Mawr celebraren un servei en la seva memòria a la casa de la presidenta de la universitat, Marion Edwards Park. Hermann Weyl i Richard Brauer viatjaren des de Princeton i parlaren amb Wheeler i Taussky sobre la col·lega desapareguda. En els mesos que seguiren, començaren a aparèixer homenatges escrits de tot el món: al d'Albert Einstein, s'uniren els de Bartel van der Waerden, Weyl, i Pàvel Alexàndrov, que presentaren els seus respectes.
El seu cos fou incinerat i les cendres enterrades al claustre de la biblioteca M. Carey Thomas al Bryn Mawr College.

## Reconeixement
El treball de Noether continua sent rellevant per al desenvolupament de la física teòrica i les matemàtiques i mai se l'ha deixat de considerar com una dels més grans matemàtics del segle xx. En el seu obituari, l'algebrista Bartel van der Waerden digué que "la seva originalitat matemàtica estava més enllà de qualsevol comparació", i Hermann Weyl en digué que "canvià la faç de l'àlgebra abstracta" amb els seus treballs. Ja durant la seva vida i fins avui, s'ha mantingut que ha sigut la més gran matemàtica de la història per, per exemple, els matemàtics Pàvel Alexàndrov, Hermann Weyl i Jean Dieudonné.
En una carta al New York Times, Albert Einstein escrigué que si s'hagués de jutjar la feina dels matemàtics vius més competents, la senyora Noether va ser de lluny el geni matemàtic més significatiu produït d'ençà que començà l'educació superior de les dones. En el regne de l'àlgebra, en el qual els més dotats matemàtics han estat ocupats durant segles, descobrí mètodes que s'han mostrat d'enorme importància per a l'actual generació de joves matemàtics.
El 2 de gener de 1935, uns pocs mesos després de la seva mort, el matemàtic Norbert Wiener escrigué que la senyora Noether era la més gran matemàtica que mai havia existit i la més gran científica contemporània de qualsevol especialitat, i una autoritat al mateix nivell de Madame Curie.
A l'Exposició Universal de 1964 a Nova York, sota el lema "Matemàtiques: més enllà del món dels nombres", Noether fou l'única dona inclosa entre els matemàtics notables del món modern.
Noether ha sigut honorada en diversos homenatges:
- L'Association for Women in Mathematics (Associació per a dones matemàtiques) celebra cada any les conferències Noether per honrar les dones matemàtiques. En el llibret editat per l'esdeveniment el 2005, l'associació caracteritza Nother com "una dels matemàtics més importants del seu temps, que treballà i patí per allò en què creia i estimava. La seva vida i obra seran per a nosaltres una gran inspiració".
- Considerant la seva dedicació als seus alumnes, la Universitat de Siegen ha reunit les seves facultats de matemàtiques i física en l'anomenat "Campus Emmy Noether".
- Un carrer de la seva ciutat natal, Erlangen, porta el nom d'Emmy Noether i Max Noether (el seu pare).
- L'escola secundària successora d'aquella a la qual assistí a Erlangen ha sigut rebatejada com a Escola Emmy Noether.
- El cràter Nöther en la cara oculta de la Lluna fou anomenat així en el seu honor.
- L'asteroide 7001 Noether també deu el seu nom a Emmy Noether.

## Beques i ajuts amb el seu nom
- La Deutsche Forschungsgemeinschaft (Fundació Alemanya d'Investigació) duu a terme el programa Emmy Noether, una beca postdoctoral per donar suport a la investigació i la docència de joves promeses.[10]
- El programa Simons Emmy Noether Fellows, atorgat anualment per la Fundació Simons, honora el seu llegat donant suport a les dones que es troben en les fases primeres o intermèdies de la seva carrera científica.[11]
- La London Mathematical Society atorga també les beques Emmy Noether, amb subvencions per a doctorats i doctorades que restableixen programes de recerca després d'una interrupció important associada a responsabilitats de cura, o bé requereixen suport per mantenir la recerca mentre s'ocupen de responsabilitats de cura en curs.[12]
- Des de 2015, la beca Amalie Emmy Noether en Matemàtiques Aplicades i Informàtica Científica del Brookhaven National Laboratory ofereix a investigadors postdoctorats recents suport per treballar dins del Grup de Matemàtiques Aplicades de la Computational Science Initiative (CSI).[13]

## Obra matemàtica
Emmy Noether és sobretot coneguda per haver establert un resultat bàsic en física matemàtica, el teorema de Noether, que relaciona simetries i magnituds conservades en un sistema físic, resultat que és aplaudit fervorosament per Albert Einstein.
Participa en la creació de l'àlgebra moderna, sobretot en les estructures d'anells i ideals. Treballa especialment en la teoria d'invariants i en àlgebres no commutatives. Juntament amb Bartel van der Waerden, que treballà amb ella, i Emil Artin, és una de les figures més importants de l'escola matemàtica alemanya del començament del segle xx.